# Марини, Гвидо
Гвидо Марини (итал. Guido Marini; род. 31 января 1965, Генуя, Италия) — ватиканский прелат и куриальный сановник, доктор обоих прав. Папский обер-церемониймейстер (итал. Maestro delle Celebrazioni Liturgiche Pontificie) римских пап Бенедикта XVI и Франциска c 1 октября 2007 по 29 августа 2021. Епископ Тортоны с 29 августа 2021.

## Ранние годы, образование и священство
Гвидо Марини родился 31 января 1965 года, в Генуе. Он получил степень бакалавра теологии в семинарии в Генуе и был рукоположён в священники 4 февраля 1989 года кардиналом Джованни Канестри. Затем он получил степень по каноническому и гражданскому праву Папского Латеранского университета и ещё одну степень по психологии общения в 2007 году в Папском Салезианском университете.
Помимо работы в качестве духовного наставника, он занимал следующие должности в Генуе: секретарь архиепископа Генуи с 1988 по 2003 год, при трёх кардиналах: Джованни Канестри, Диониджи Теттаманци и Тарчизио Бертоне; церемониймейстер литургических торжеств с 2003 по 2007 год; член архиепископского Совета священников с 1996 по 2001 год; духовный наставник семинарии в Генуе с 2004 по 2007 год; и канцлер архиепископии с 2005 по 2007 год.

## Обер-церемониймейстер Папского двора
Гвидо Марини был назначен на пост Папского обер-церемониймейстера 1 октября 2007 года стал преемником Пьеро Марини, переназначен на следующий пятилетний срок Бенедиктом XVI, утверждён в этой должности Папой Франциском в апреле 2014 года и назначен на следующий пятилетний срок в 2017 году. 19 февраля 2014 года Папа Франциск также назвал его членом Конгрегации по делам Восточных Церквей. Папа римский даровал Гвидо Марини титул почётный прелат Его Святейшества, что даёт ему право титуловаться монсеньором.
Именно с именем Гвидо Марини, связывают быструю реставрацию традиционных церемониальных ритуалов при Папском Дворе. В традиционалистских и реформаторских кругах, Марини получил похвалу  за возвращение традиционных элементов церковной литургической истории на Папских Мессах и других литургических празднований.
В то время как его предшественник, монсеньор Пьеро Марини был поднят к епископству (архиепископ), что не является обычным. Монсеньор Энрико Данте был последним папским обер-церемониймейстером, который был возведён в архиепископы, когда он всё ещё служил обер-церемониймейстером римского папы. Данте позднее был возведён в кардиналы в период Второго Ватиканского Собора.
13 января 2008 года, когда папа римский служил публично ad orientem впервые за тридцать лет, Марини помог организовывать литургическую церемонию.
Гвидо Марини, после своего назначения папским обер-церемониймейстером, восстановил некоторые традиционные элементы папского церемониала. Во время его пребывания в качестве обер-церемониймейстера папский алтарь был переустроен. Семь свечей и распятие были поставлены в линию поперек Алтаря, а не сгруппированы по бокам. Это соглашение стало известно как «бенедиктинское договоренность».
В своей речи в январе 2010 года Марини поддержал призывы церкви к «реформе реформы» литургии. Он сказал: «Вот уже несколько лет в церковных кругах слышны несколько голосов, говорящих о необходимости нового литургического обновления», добавив, что новое движение обновления будет «способно провести реформу реформы, или, скорее, сделать ещё один шаг вперёд в понимании подлинного духа литургии и её празднования».
В 2015 году Папа Франциск внёс изменения в публичную церемонию возложения паллиума на архиепископов-митрополитов, подчеркнув, что возложение является церковным событием всей епархии, а не просто юридическим или церемониальным мероприятием. Марини сказал, что отныне — начиная с 29 июня 2015 года — церемония возложения паллиума будет проходить в своей епархии каждого архиепископа-митрополита, а не в Ватикане.
Во время пребывания Марини в качестве обер-церемониймейстера Папа Бенедикт XVI перестал использовать папский посох, сделанный для Павла VI, и начал использовать более старинный, сделанный для Пия IX. Из-за веса этого посоха Бенедикту XVI сделали свой собственный посох, который был намного легче и имел тот же стиль, что и предыдущий. Папа Франциск иногда использует его, чтобы подчеркнуть преемственность со своим предшественником. Марини также принял решения об использовании облачений на Мессе и других папских церковных службах, одевая кардиналов-дьяконов в далматики, когда они служат на папских церковных службах.

### Конклав 2013 года
Марини был церемониймейстером на Конклаве 2013 года, на котором был избран Папа Франциск. 11 марта 2013 года, за день до Конклава, на церемонии, проводимой под председательством камерленго Тарчизио Бертоне, Марини привёл куриальных чиновников не кардинальского ранга, сотрудников административной службы и другой персонал, не являющимися выборщиками, к обязанностями на Конклаве, и они приняли клятву хранить тайну в отношении Конклава. На следующий день, после того, как кардиналы-выборщики принесли присягу в Сикстинской капелле, Марини произнёс команду «Extra omnes» (Всем выйти) и закрыл двери капеллы, как только все посторонние покинули её.

## Епископ
29 августа 2021 года Папа Франциск назначил его епископом Тортоны.
Ординация монсеньора Гвидо Марини была совершена лично Папой Франциском в соборе Святого Петра в Ватикане 17 октября 2021 года. Вместе с Марини в епископы был рукоположён также монсеньор Андрес Габриэль Феррада Морейра.
Своим епископским девизом епископ Марини выбрал лат. «Emitte Spiritum Tuum» (рус. «Пошли Духа Твоего»).

## Труды
- Liturgical Reflections of a Papal Master of Ceremonies, Newman House, 2011 — собрание эссе.[17]